# Brachymyrmex longicornis
Brachymyrmex longicornis är en myrart som beskrevs av Auguste-Henri Forel 1907. Brachymyrmex longicornis ingår i släktet Brachymyrmex och familjen myror.

## Underarter
Arten delas in i följande underarter:
- B. l. hemiops
- B. l. immunis
- B. l. longicornis
- B. l. pullus